# Haute-Rentgen
Haute-Rentgen est un village et une ancienne commune de la Moselle en région Grand Est, rattachée à Basse-Rentgen en 1811.

## Géographie
Situé au Nord-Ouest de Basse-Rentgen

## Toponymie
- Rentgen est peut-être la syncope de Rentingen.
- Haute-Rantienne (1681), Ober-Reuntgen (1685)[1], Rengtienne Haute (1793)[2].
- Ober-Rentgen en allemand[1]. Uewer-Rentgen en francique lorrain.

## Démographie
| 1793 | 1800 | 1806 |
| ---- | ---- | ---- |
| -    | 103  | 119  |

## Lieux et monuments

### Édifices religieux
- Chapelle Saint-Hippolyte de 1765, calcaire et ardoise ; curieux saint Hippolyte à cheval xviiie siècle, très grand calvaire à double face xve siècle.
- Double croix située à proximité de la chapelle et datant de 1480.